# Chiasmia goldiei
 (février 2020).
Espèce
Synonymes
- Automolodes imparifascia Prout, 1931[2]
- Bociraza goldiei H. Druce, 1882 - protonyme[2]

Chiasmia goldiei est une espèce de Lépidoptères (papillons) de la famille des Geometridae, décrite pour la première fois par Herbert Druce en 1882. On la trouve en Australie et en Papouasie-Nouvelle-Guinée.

## Description
Les ailes antérieures sont noires et traversées en leur milieu par une large bande orange et avec le sommet de l'aile bordé de blanc. Les ailes postérieures sont noires, traversées de la marge costale à près de l'angle anal par une bande jaune effilée presque en une ligne. Le dessous est identique au dessus. La tête, le thorax et l'abdomen sont noirs. Son envergure est d'environ 45 mm.

## Liste des sous-espèces
Selon GBIF (15 novembre 2024) :
- Chiasmia goldiei goldiei
- Chiasmia goldiei imperifascia (Prout, 1931)

## Systématique
Le nom valide complet (avec auteur) de ce taxon est Chiasmia goldiei (Druce, 1883).
L'espèce a été initialement classée dans le genre Bociraza sous le protonyme Bociraza goldiei Druce, 1883.
Chiasmia goldiei a pour synonyme :
- Bociraza goldiei Druce, 1883

## Publication originale
- (en) Herbert Druce, « Descriptions of a new Genus and some new Species of Heterocera. », Proceedings of the Zoological Society of London, Londres, ZSL, vol. 50, no 4,‎ 1882, p. 777–782 (ISSN 0370-2774, OCLC 1779524, BNF 32843178, DOI 10.1111/J.1096-3642.1883.TB02797.X, lire en ligne).